# Albumy numer jeden w roku 2010 (Japonia)
Notowanie Weekly Album Chart (jap. 週間アルバムランキング Shūkan Arubamu Chāto) przedstawia najlepiej sprzedające się albumy w Japonii. Publikowane jest ono przez magazyn Oricon Style, a dane skompletowane zostały przez Oricon w oparciu o cotygodniowe wyniki sprzedaży fizycznej albumów. Poniżej znajdują się tabele prezentujące najpopularniejsze albumy w danych tygodniach w roku 2010.

## Oricon Weekly Album Chart
| Data            | Album | Wykonawca                              | Źródło |
| --------------- | --- | -------------------------------------- | ------ |
| 4 stycznia      | Hajimari no uta (jap. ハジマリノウタ)                                                                       | Ikimonogakari                          | [ 1 ]  |
| 11 stycznia     | wstrzymanie publikacji                                                                                      | wstrzymanie publikacji                 |        |
| 18 stycznia     | Hajimari no uta (jap. ハジマリノウタ)                                                                       | Ikimonogakari                          | [ 2 ]  |
| 25 stycznia     | Olympos | Lands                                  | [ 3 ]  |
| 1 lutego        | NEXT FUTURE                                                                                                 | Girl Next Door                         | [ 4 ]  |
| 8 lutego        | Whistle | HY                                     | [ 5 ]  |
| 15 lutego       | BEST ~third universe~ & 8th AL „UNIVERSE”                                                                   | Kumi Kōda                              | [ 6 ]  |
| 22 lutego       | Funky Monkey Babys BEST (jap. ファンキーモンキーベイビーズBEST)                                             | Funky Monkey Babys                     | [ 7 ]  |
| 1 marca         | BEST SELECTION 2010                                                                                         | TVXQ                                   | [ 8 ]  |
| 8 marca         | Sports (jap. スポーツ)                                                                                      | Tokyo Jihen                            | [ 9 ]  |
| 15 marca        | Journey | Shōta Shimizu                          | [ 10 ] |
| 22 marca        | Ureshikutte dakiau yo (jap. うれしくって抱きあうよ)                                                         | Yuki                                   | [ 11 ] |
| 29 marca        | ONE PIECE MEMORIAL BEST                                                                                     | Różni artyści                          | [ 12 ] |
| 5 kwietnia      | ∠TRIGGER | Porno Graffitti                        | [ 13 ] |
| 12 kwietnia     | BABY | Aiko                                   | [ 14 ] |
| 19 kwietnia     | Kamikyokutachi (jap. 神曲たち)                                                                              | AKB48                                  | [ 15 ] |
| 26 kwietnia     | Rock’n’Roll Circus                                                                                          | Ayumi Hamasaki                         | [ 16 ] |
| 3 maja          | VOCALIST 4                                                                                                  | Hideaki Tokunaga                       | [ 17 ] |
| 10 maja         | VOCALIST 4                                                                                                  | Hideaki Tokunaga                       | [ 18 ] |
| 17 maja         | VOCALIST 4                                                                                                  | Hideaki Tokunaga                       | [ 19 ] |
| 24 maja         | VOCALIST 4                                                                                                  | Hideaki Tokunaga                       | [ 20 ] |
| 31 maja         | EXIT TUNES PRESENTS Vocalogenesis feat. Hatsune Miku (jap. EXIT TUNES PRESENTS Vocalogenesis feat.初音ミク) | Różni artyści                          | [ 21 ] |
| 7 czerwca       | Boku no sunde ita machi (jap. 僕の住んでいた街)                                                             | Quruli                                 | [ 22 ] |
| 14 czerwca      | Lovebox | BENI                                   | [ 23 ] |
| 21 czerwca      | FANTASY | Exile                                  | [ 24 ] |
| 28 czerwca      | NO MORE PAIИ                                                                                                | KAT-TUN                                | [ 25 ] |
| 5 lipca         | to LOVE | Kana Nishino                           | [ 26 ] |
| 12 lipca        | to LOVE | Kana Nishino                           | [ 27 ] |
| 19 lipca        | JUMP NO.1                                                                                                   | Hey! Say! JUMP                         | [ 28 ] |
| 26 lipca        | HOLIDAYS IN THE SUN                                                                                         | Yui                                    | [ 29 ] |
| 2 sierpnia      | We are SMAP!                                                                                                | SMAP                                   | [ 30 ] |
| 9 sierpnia      | HEAVEN | Miliyah Katō                           | [ 31 ] |
| 16 sierpnia     | Boku no miteiru fūkei (jap. 僕の見ている風景)                                                               | Arashi                                 | [ 32 ] |
| 23 sierpnia     | Boku no miteiru fūkei (jap. 僕の見ている風景)                                                               | Arashi                                 | [ 33 ] |
| 30 sierpnia     | Hadou | Kōshi Inaba                            | [ 34 ] |
| 6 września      | ALL COVERS BEST                                                                                             | Kobukuro                               | [ 35 ] |
| 13 września     | Wildflower & Cover Songs: Complete Best 'TRACK 3'                                                           | Superfly                               | [ 36 ] |
| 20 września     | The... | Kim Jun-su/Kim Jae-joong/Park Yoo-chun | [ 37 ] |
| 27 września     | LIVE | NEWS                                   | [ 38 ] |
| 4 października  | still a Sigure virgin?                                                                                      | Ling tosite sigure                     | [ 39 ] |
| 11 października | Request | Juju                                   | [ 40 ] |
| 18 października | Request | Juju                                   | [ 41 ] |
| 25 października | Glay | Glay                                   | [ 42 ] |
| 1 listopada     | 8UPPERS | Kanjani∞                               | [ 43 ] |
| 8 listopada     | Hōkago Tea Time II (jap. 放課後ティータイムII)                                                              | Hōkago Tea Time                        | [ 44 ] |
| 15 listopada    | Ikimonobakari ~Members BEST Selection~ (jap. いきものばかり〜メンバーズBESTセレクション〜)                  | Ikimonogakari                          | [ 45 ] |
| 22 listopada    | Ikimonobakari ~Members BEST Selection~ (jap. いきものばかり〜メンバーズBESTセレクション〜)                  | Ikimonogakari                          | [ 46 ] |
| 29 listopada    | THE BEST BANG!!                                                                                             | Masaharu Fukuyama                      | [ 47 ] |
| 6 grudnia       | Utada Hikaru SINGLE COLLECTION VOL.2                                                                        | Hikaru Utada                           | [ 48 ] |
| 13 grudnia      | SENSE | Mr. Children                           | [ 49 ] |
| 20 grudnia      | SENSE | Mr. Children                           | [ 50 ] |
| 27 grudnia      | COSMONAUT                                                                                                   | Bump of Chicken                        | [ 51 ] |